# Chủ nghĩa phủ nhận
Trong tâm lý học hành vi con người, chủ nghĩa phủ nhận (denialism) là lựa chọn phủ nhận thực tế của một cá nhân, như cách để tránh đi sự thật không thoải mái. Chủ nghĩa phủ nhận là một hành động mang bản chất bất hợp lý nhằm che giấu một lịch sử đã trải qua hoặc sự kiện xác thực, khi một người từ chối chấp nhận một thực tế có thể kiểm chứng. Trong khoa học, là sự phủ nhận các sự thật và khái niệm cơ bản không thể tranh cãi, phần được nhiều hỗ trợ đồng thuận về một chủ đề, sự ủng hộ các ý tưởng cấp tiến và các ý tưởng gây tranh cãi. Những cụm từ "phủ nhận Nạn diệt chủng" (Holocaust denialism) và "phủ nhận AIDS" (AIDS denialism) mô tả sự phủ nhận sự thật của vấn đề, và cụm từ phủ nhận biến đổi khí hậu mô tả sự phủ nhận sự đồng thuận khoa học rằng sự ấm lên toàn cầu của Trái đất là một sự kiện thực sự và xảy ra chủ yếu do hoạt động của con người gây ra. Các hình thức của chủ nghĩa phủ nhận thể hiện tính năng chung của con người là từ chối bằng chứng áp đảo và tạo ra tranh cãi chính trị với những nỗ lực phủ nhận sự tồn tại của sự đồng thuận. Động lực và nguyên nhân của chủ nghĩa phủ nhận bao gồm tôn giáo và tư lợi (kinh tế, chính trị, tài chính) và các cơ chế bảo vệ nhằm bảo vệ tâm lý của người phủ nhận chống lại các sự thật và ý tưởng.